# Épinay-sur-Seine

Épinay-sur-Seine en la Petite Couronne.

 Épinay-sur-Seine  es una localidad francesa en los suburbios del norte de París, Francia. Localizada a 11.3 kilómetros de París.
Está integrada en la Communauté d’agglomération Plaine Commune.

## Demografía
En 1709 comprendía 105 hogares. En 1788 eran 141.
| 851 | 745 | 805 | 756 | 1 119 | 1 069 | 1 176 | 1 038 | 1 238 | 1 290 | 1 584 | 1 526 | 1 698 | 2 307 | 2 362 | 2 591 | 2 860 | 3 438 | 4 222 | 5 912 | 8 912 | 11 475 | 14 505 | 15 889 | 16 269 | 17 611 | 34 167 | 41 774 | 46 578 | 50 314 | 48 762 | 46 409 | 52 020 |
| Para los censos de 1962 a 1999 la población legal corresponde a la población sin duplicidades (Fuente: INSEE [Consultar]) |     |     |     |       |       |       |       |       |       |       |       |       |       |       |       |       |       |       |       |       |        |        |        |        |        |        |        |        |        |        |        |        |

Forma parte de la aglomeración urbana parisina.

## Localidades hermanadas
1986: Alcobendas (España).
2023: Chinácota (Colombia).